# Hobyfundet
Hobyfundet er betegnelsen for det gravgods fra romersk jernalder, som i 1920 blev fundet ved Hoby på Lolland. Gravgaverne bestod blandt andet af et romersk drikkeservice, hvoraf de fornemste stykker var to sølvbægre med relieffer, der forestiller motiver fra Homers Iliade.

## Fundet
I 1920 blev der gravet lidt udenfor Hoby i forbindelse med nedgravningen af en kloak ved en nyopført ejendom. Ved gravningen fandt man to store sølvbægre placeret på en bronzebakke i jorden. Finderne gravede videre for at lede efter mere, og først derefter tilkaldte de den lokale avis, som kontaktede Nationalmuseet. Finderne havde i mellemtiden fundet flere bronzegenstande. Museumsinspektør Th. Thomsen ankom til fundstedet to dage senere og undersøgte udgravningen. Senere samme år undersøgte H.C. Broholm igen området. Begge gange blev der fundet mindre bronzefragmenter og skeletdele.
Undersøgelserne viste, at gravgodset lå i en ca. 2 m dyb grav. Den begravede var lagt med hovedet mod nordøst og benene mod sydvest. Han kunne af skeletdelene bestemmes til at være midaldrende og 186-187 cm høj. Der var rester af en trækiste.
Gravgaverne bestod blandt andet af et romersk drikkeservice af bronze, hvoraf to bægre af sølv skilte sig ud. Delene bestod yderligere af: en hankekop af sølv, en bronzebakke, en bronzekasserolle, en bronzekande, et bronzefad, en bronzesitula (kar) og drikkehornsbeslag.
Sølvbægrene – gerne i par – kaldte romerne "skyphos" (flertal: "skyphoi"); hver bestod af to skåle (en glat inderskål sat ind i en dreven yderskål). De vejer ca. 1 kg. Ydersiderne er smykket med relieffer fra Homers Iliade. På det første bæger ses kongen af Troja, Priamos, der bønfalder grækeren Achilleus om at få udleveret sin søn Hektors lig, og sovende græske soldater fra Akilleus' hær under belejringen af Troja. Motivet på det andet bæger er helten Filoktetes og Odysseus med en ledsager, der prøver at narre Herakles' bue fra Filoktet og Filoktet, der får sine fødder vasket efter at være bidt af en slange.
Bægrene er signeret af "Cheirisophos", et græsk navn, men er højst sandsynligt fremstillet i Italien med romerske købere for øje. Der er også indgraveret et andet navn på bægrene: det romerske "Silius".
I 1920'erne blev der foretaget yderligere udgravninger i området for at finde ud af, om Hoby-graven var en del af en større gravplads. Teorien blev bestyrket af, af at der i 1897 var indleveret et bronzekar fyldt med brændte ben, tilsyneladende fundet i samme område. Men man fandt ikke noget i disse tidlige udgravninger, og områdets brug som grusgrav har sandsynligvis også fjernet mange spor.

## Teorier om fundet
Man antager, at det er en romer ved navn Silius, der var den oprindelige ejer af drikkeservicet. Vi ved, at fra omkring de første årtier e.Kr. var den øverste romerske militære kommandant for Øvre Germanien en embedsmand ved navn "C. Silius A. Caecina Largus" (benævnt C. Silius i kilderne). Han var den øverste kommandant udnævnt lige efter Varusslaget, og hans primære opgave var at pacificere germanerne, først og fremmest ved militære straffeekspeditioner, men også med diplomatiske midler. Vi ved ikke med sikkerhed, om det er denne Silius, der har ejet sættet, men dateringen passer. Desuden er Hobyfundet det mest komplette sæt af et romersk drikkeservice fundet uden for Romerriget. Det sammenlignes i kvalitet med Hildesheimfundet, som normalt tillægges forbindelse med Varusslaget.
Drikkeservicet er kommet til Danmark på et tidspunkt, da handelen med Romerriget var i sin spæde begyndelse. Det mindsker muligheden for, at det er kommet til landet via handel. Knud Friis Johansen fremsatte i Nordiske Fortidsminder den teori, at Silius har givet det til den person, der lå begravet, af diplomatiske årsager. Det stemmer overens med Tacitus' udtalelse i værket Germania, hvor han fortæller, at romerne skænkede germanske fyrster skatte i sølv for at vinde dem over til sig. Det er en teori, som i al væsentlighed er accepteret af forskerne i dag, uden dog at kunne endelig bevises.

## Bopladsen ved Hoby i ældre romersk jernalder
I 1990'erne undersøgte amatørarkæologen Boje Hansen området med metaldetektor, og i 1999 kunne han melde om spor af metal og keramik i et område på markerne ved gården Sinelund i Hoby beliggende 400 meter nordvest for den rige fyrstegrav. Stedet blev undersøgt af Lolland-Falsters Stiftsmuseum og Nationalmuseet, og de kunne konkludere, at det var rester efter en boplads fra ældre jernalder, og at bevaringsforholdene i området havde været særlig gode. Der blev derefter foretaget udgravninger i 2000, 2001 og 2005. I perioden 2010 - 2015 blev der udført større og mere omfattende udgravninger. Man fandt en 1,5 – 2 hektar stor boplads, der bestod af mindst 10 bygninger med lerstampet gulv. Indtil flere af disse bygninger havde eksisteret i længere tid og var endda blevet udskiftet med nye bygninger. Dateringen af bopladsen viser, at den har eksisteret fra ca. 200 f.Kr. til 100 e.Kr. Derefter kommer en periode uden entydige spor, men fra Vikingetid og op igennem Middelalderen har der igen været bopladsaktivitet på stedet. Arkæologerne kunne ikke påvise konstruktioner fra disse perioder på det undersøgte areal. Af metalgenstande fra jernalderen blev der kun fundet en enkelt; det viser, hvor omhyggelig man har været med at passe på metal i den periode. Der er detektorfund fra arealet, men de er primært fra middelalderen. Detektorfund fra yngre germansk jernalder og vikingetid er fremkommet nord og syd for bopladsområdet.
Under udgravninger i 2012 stødte arkæologerne på et stort gravet vandhul, som havde været 18 meter i diameter og 1,6 meter dybt. I alt er der fjernet 600 kubikmeter jord for at skabe vandhullet, der eksisterede i 300 år. Det var delt op i sektioner af flettede hegn, hvis funktion ikke er afklaret. Aflejringerne i vandhullet indeholdt ildskørnede sten og dyreknogler. af blandt andetsvin samt hasselnødder og bær. Via en særlig metode har forskere udvundet DNA fra menneskeafføring aflejret i vandhullet. Det viser, at beboerne led af bændelorm og piskeorm. Formålet med vandhullet er ikke endelig afklaret. Det kan være vandingshul til brug for kvæg eller til håndværk på bopladsen. Vandhullet er også forsøgt sat i forbindelse med ofringer og kulthandlinger i forbindelse med, at man mødtes til rituelle samlinger.

## Hoby et magtcentrum i ældre jernalder
Det er alment accepteret, at den unikke fyrstegrav og bopladsen ved Hoby er relateret til hinanden, og at den gravlagte mand tilbragte sit liv på bopladsen. Såvel graven som bopladsen skiller sig ud i forhold til andre gravlæggelser og bopladser fra tiden omkring vor tidsregnings begyndelse, hvilket antyder, at stedet var et magtcentrum i sen førromersk jernalder og ældre romersk jernalder. Med sin strategiske beliggenhed trukket lidt tilbage fra kysten, men med besejlingsmuligheder kontrollerede Hoby Femernbælt. Hobygraven er ikke den eneste grav med romersk import fra ældre romersk jernalder på Lolland. Ved Juellinge på Vestlolland undersøgte Nationalmuseet i 1908 rige kvindegrave dateret til tiden omkring år 100 efter vor tidsregnings begyndelse, som indikerer, at Lolland var et veletableret magtcentrum med vidtstrakte forbindelser.
Sporene efter et 25 meter langt hus, Hus 1 Arkiveret 6. august 2021 hos  Wayback Machine, kan være den gravlagte fyrstes residens eller en hal, som har tjent særlige formål. Hus 1var lidt længere end huse normalt var på den tid. Det var bygget med kraftigere tagbærende stolper og kraftigere vægstolper end normale huse i ældre romersk jernalder. Det blev anlagt på en kunstigt skabt terrasse og lå lidt højere, end husene i den øvrige bebyggelse. Huset var forsynet med lergulv i hele sin udstrækning, og arkæologerne har ikke kunnet konstatere nogen integreret stald, som er normalen for den tids huse. Husets østlige ende har været forsynet med en ovn, mens der i den vestlige del er konstateret to gruber med spor af ild. I sin struktur minder Hus 1 om de haller, der optræder på veldokumenterede centralpladser i yngre romersk jernalder såsom Gudme-komplekset på Fyn. Hus 1 kan tolkes som en protohal og Hoby som en forløber til centrale pladser med særlige kultiske funktioner, som dukker på fra det 4. århundrede efter vor tidsregnings begyndelse.